# Nouvelle Matmata

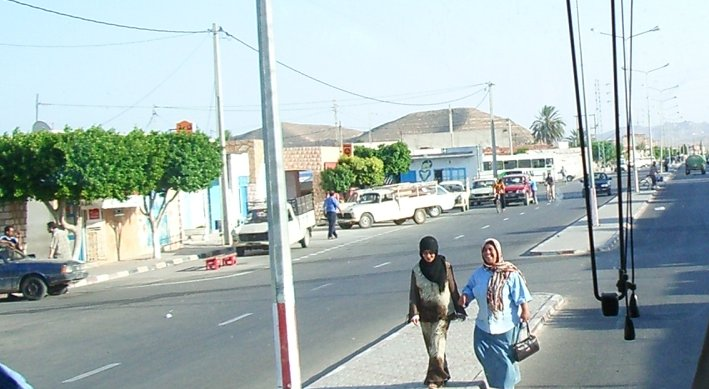
Blick auf Nouvelle Matmata (2007)

Nouvelle Matmata (arabisch مطماطة الجديدة, DMG Maṭmāṭa al-ǧadīda) ist eine tunesische Stadt im Gouvernement Gabès mit 6642 Einwohnern (Stand: 2004).

## Geographie
Etwa 30 Kilometer nördlich von Nouvelle Matmata befindet sich die Stadt Gabès. Nördlich befindet sich außerdem der Flughafen Gabes.